# میزان بارش استان‌های ایران
متوسط مجموع بارش دراز مدت سالیانه استان‌های ایران. منبع این آمار، آرشیو اطلاعات وضعيت بارندگي كشور در تارنمای شركت مديريت منابع آب ايران است.

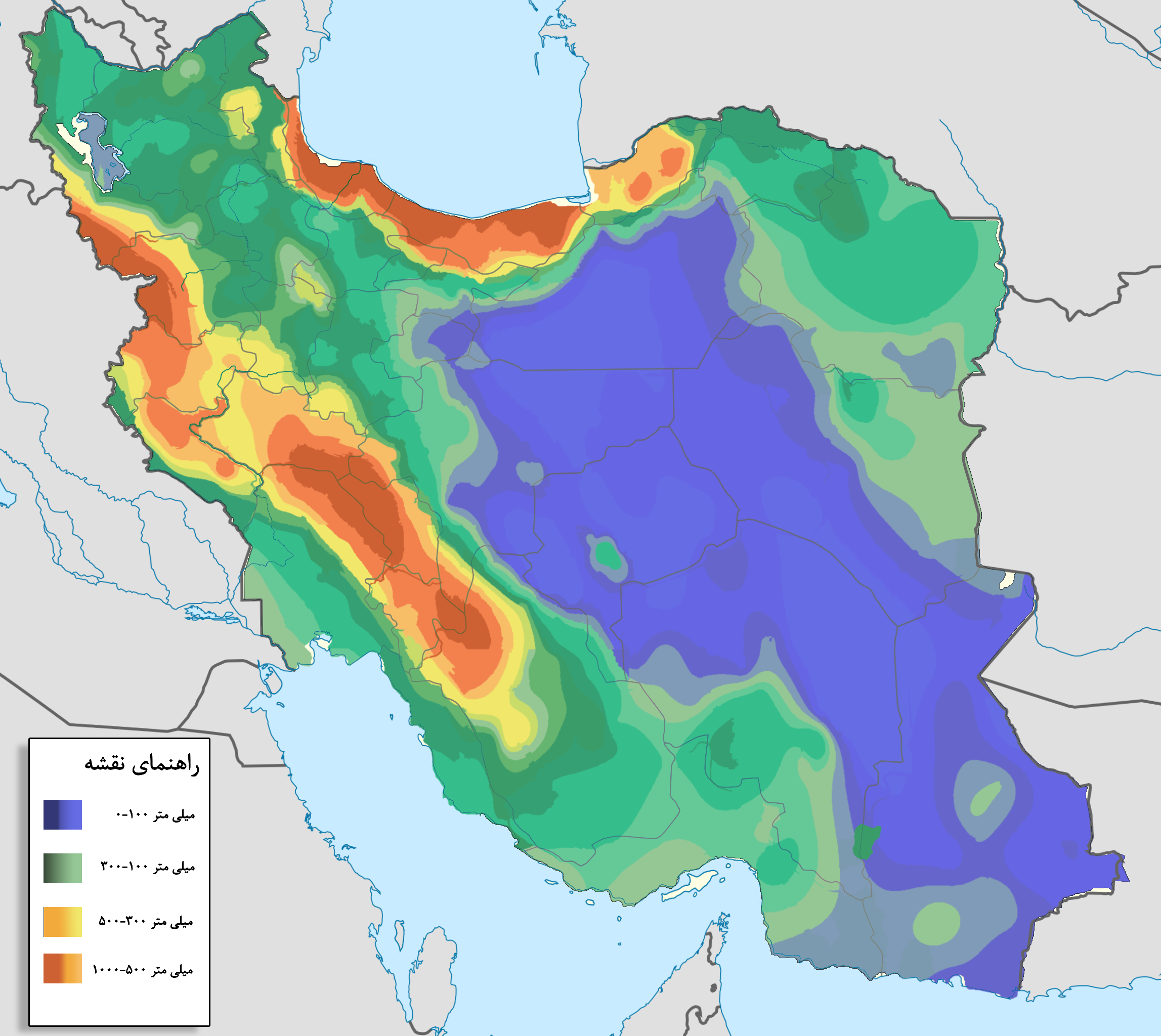
نقشه میزان بارش در ایران

| رتبه | استان                    | مجموع بارندگی سالیانه به میلیمتر |
| ---- | ------------------------ | -------------------------------- |
| ۱    | استان گیلان              | ۱۰۱۹                             |
| ٢    | استان مازندران           | ۹۱۲                              |
| ۳    | استان ایلام              | ۷۵۶                              |
| ۴    | استان کهگیلویه وبویراحمد | ۶۵۴                              |
| ۵    | استان چهارمحال و بختیاری | ۵۹۲                              |
| ۶    | استان لرستان             | ۵۴۹                              |
| ۷    | استان کرمانشاه           | ۴۷۵                              |
| ۸    | استان گلستان             | ۴۷۱                              |
| ۹    | استان کردستان            | ۴۱۰                              |
| ۱۰   | استان خوزستان            | ۳۵۸                              |
| ۱۱   | استان همدان              | ٣۵۶                              |
| ۱۲   | استان آذربایجان غربی     | ۳۵۲                              |
| ۱۳   | استان اردبیل             | ۳۱۷                              |
| ١۵   | استان زنجان              | ۳۱۴                              |
| ١۶   | استان آذربایجان شرقی     | ۳۰۲                              |
| ١٧   | استان قزوین              | ۲۹۰                              |
| ١٨   | استان فارس               | ۲۸۸                              |
| ١٩   | استان مرکزی              | ۲۷۶                              |
| ٢٠   | استان تهران              | ۲۷۴                              |
| ٢١   | استان خراسان شمالی       | ۲۶۲                              |
| ٢٢   | استان بوشهر              | ۲۰۱                              |
| ٢٣   | استان خراسان رضوی        | ۲۰۰                              |
| ٢۴   | استان هرمزگان            | ۱۸۲                              |
| ٢۵   | استان قم                 | ۱۵۶                              |
| ٢۶   | استان اصفهان             | ۱۳۸                              |
| ۲٧   | استان سمنان              | ۱۲۰                              |
| ۲٨   | استان کرمان              | ۱۱۷                              |
| ٢٩   | استان خراسان جنوبی       | ۱۱۳                              |
| ۳٠   | استان سیستان و بلوچستان  | ۱۰۶                              |
| ۳١   | استان یزد                | ۹۳                               |